# Bathyaulax suvie
Bathyaulax suvie (лат.) — вид паразитических наездников рода Bathyaulax из семейства Braconidae. Назван в честь Suvi Sutela.

## Распространение
Встречается в южной Африке (Солсбери, ныне в Зимбабве).

## Описание
Бракониды среднего размера, длина тела около 2 см (тело 17 мм, переднее крыло 16 мм, яйцеклад 11 мм). Усики тонкие, нитевидные (более чем из 97 флагелломеров). От близких родов отличается следующими признаками: бороздчатость на втором тергите прямая, только переднемедиальный треугольник слабо приподнятый. Усики коричневые, щетинки на вершинной части белые. 5-й тергит почти гладкий, со слабой пунктировкой и неровностями. Основная окраска оранжево-коричневая, за исключением следующих частей: чёрные усики, вершина мандибул и яйцеклад. Предположительно, как и близкие виды, паразитоиды личинок древесных жуков. Вид был впервые описан в 2007 году энтомологами Austin Kaartinen (University of Helsinki, Финляндия) и Donald Quicke (Chulalongkorn University, Бангкок, Таиланд).